# 最後一戰：無限
《最後一戰：無限》（英語：Halo Infinite，又名《最後一戰6》）是一款第一人稱射擊遊戲，由343 Industries開發並由Xbox遊戲工作室在Microsoft Windows、Xbox One和Xbox Series X/S平台上發行。該遊戲是「最後一戰系列」的第六部主要作品。遊戲設在《最後一戰5：守護者》（2015年）之後，繼續士官長的故事。原計劃於2020年11月10日随Xbox Series X與Xbox Series S新主机同时发售，但343 Industries在2020年8月宣布決定將本作延期改至2021年發售，亦登陸 Xbox game pass 發售首日即可遊玩包括本作故事內容的戰役模式，另外的多人模式則為在任何版本皆為免費遊玩。
於2021年8月的gamescom 2021 前夜祭直播公佈確定於2021年12月8日發售，並且伴隨有以Halo Infinite 主題的限定版Elite 無線控制器與XSX Halo限量版主機(包含同為限定版的無線控制器)。
Xbox 官方於2021年11月舉辦「Xbox Anniversary Celebration」直播慶賀Xbox 20 週年紀念，在該直播中同時因為慶祝「Halo最後一戰 20週年紀念」，即日公佈以公測形式當日可以先行遊玩《最後一戰：無限》多人模式，並且可以繼承往後正式版本的多人模式紀錄，在PC的多人模式除Win10商店外，亦可以透過Steam免費遊玩。

## 玩法
像過往的《最後一戰》遊戲，《最後一戰：無限》是一款以第一人稱視角進行的射擊遊戲。遊戲的特點為玩家角色士官長提供了幾種能力，例如射出抓鉤和使用推進器，使他能夠將自己拉向敵人或提取物品。
戰役模式具有半開放世界結構。玩家可以自由探索部分環境，即光環世界Zeta Halo。在環形世界的表面也有很多的線性環境。散布在整個環境中的是前線作戰基地，可以清除敵人並占領基地。被占領的基地能夠作為快速傳送點，並為玩家獲得Valor，用來召出新的武器和車輛。
多人遊戲在很大程度上保留了傳統的《最後一戰》玩法，有屠殺、奪旗和其他模式，有標准的4人對4人以及12人對12人的大團隊戰鬥，後者首次出現在遊戲系列中。多人遊戲的新內容是裝載能力，允許玩家在有限的時間內發動一種特殊的力量，如衝刺、偽裝。

## 故事大綱

### 設定
《最後一戰：無限》的背景是2560年。在《最後一戰5：守護者》的事件中，人類的人工智能可塔娜和類似的人工智能們反抗他們的創造者—聯合國太空司令部（United Nations Space Command，UNSC）。可塔娜控制著被稱為「守護者」（Guardians）的古代先行者武器，征服了整個銀河系。與可塔娜和UNSC對抗的還有流放者（Banished），他們是由鬼面獸Atriox領導的外星種族聯盟。遊戲的設定在先行者的環形世界Installation 07（Zeta Halo），該光環神秘地遭受了破壞。玩家的角色是士官長約翰-117，他是一名UNSC的「斯巴達」超級戰士，他的任務是消滅他的前伙伴可塔娜。

### 劇情
UNSC的「無盡號」（Infinity）被流放者襲擊，而且登上了船。Atriox（艾克·阿馬迪 配音）迅速擊敗了士官長（史蒂夫·多恩斯 配音），並將他扔進太空。6個月後，一名代號為Echo-216（Nicolas Roye 配音）的UNSC飛行員在太空中找到了士官長。雖然Echo-216想要逃走，但士官長堅持要繼續與流放者作戰。在太空中摧毀了一艘流放者的無畏戰艦後，士官長和Echo-216前往光環Zeta Halo，那裡已經被一場未知的災難嚴重破壞。在光環上，士官長找到了人工智能「武器」（Weapon，珍·泰勒 配音），這是一個被設計來模仿可塔娜（珍·泰勒 配音）的人工智能，以捕獲可塔娜並刪除她。雖然「武器」說她成功完成任務，但她沒有按照程序自我刪除，原因不明。士官長取回了「武器」，並開始體驗到可塔娜死亡後的殘留數據所留下的記憶和想法的幻象。
Zeta Halo被流放者控制，在Atriox表面上死亡後，現在由Atriox的副手Escharum（達林·德·保羅 配音）領導。士官長、「武器」和不高興的Echo-216在光環表面集結了分散的UNSC部隊。在潛入一個被稱為「塔」的流放者設施後，士官長從一個垂死的斯巴達戰士得知，流放者挖掘了一個被稱為「藏秘室」（Conservatory）的先行者設施。在裡面，士官長遇到Zeta Halo的人工智能看守者失落焚火（Despondent Pyre）。失落焚火試圖警告士官長該設施中存在著威脅，但隨後被至高先驅（Harbinger）摧毀，而至高先驅是一個在流放者到達Zeta Halo後被重新喚醒的外星人。至高先驅聲稱，她的族人無盡者（Endless），在光環陣列開火後幸存下來，但隨後被先行者囚禁在Zeta Halo。她與流放者結盟，以便重建沉默大會堂（Silent Auditorium），這個設施將能夠使她釋放無盡者。
Echo-216透露，他是無盡號上的工程師，偷了一艘鵜鶘號（Pelican）來逃離戰鬥。士官長安慰他，承認自己對未能拯救可塔娜感到內疚。士官長和「武器」通過禁用光環上的一系列尖塔來阻止光環的修復過程。當至高先驅企圖入侵「武器」時，士官長啟動了一個故障安全裝置，用來刪除人工智能。「武器」擊退了至高先驅，並解除了故障安全裝置，她憤怒地問士官長為什麼不信任她。在看到可塔娜利用守護者摧毀鬼面獸的母星多伊薩克（Doisac）的影像後，「武器」意識到她是可塔娜的一個複製品，並堅持要士官長刪除她，這樣她就不會變得像她的前任一樣；士官長拒絕了，說他想要信任她。Echo-216被Escharum抓住了，並被帶到流放者的總部審判之屋（House of Reckoning），用來引誘士官長。由於不想讓Echo-216死去，士官長潛入該設施並殺死Escharum。
士官長和「武器」潛入沉默大會堂，阻止至高先驅。兩人得知可塔娜在被「武器」鎖定後，她被Atriox抓住了；在意識到Atriox打算使用光環後，她毀滅了自己並損壞Zeta Halo，同時也阻止「武器」被刪除，這樣「武器」就可以繼續代替可塔娜協助士官長。懊悔不已的可塔娜留下了最後一條信息向士官長告別，敦促他和「武器」不要重複她的錯誤，並從中變得更強大。士官長打敗了至高先驅，但他無法阻止她與有關無盡者的人聯繫。之後，兩人與Echo-216團聚，決心繼續與光環上的流放者作戰。Echo-216透露他的真名是Fernando Esparza，士官長告訴「武器」為她自己選擇一個名字，就像可塔娜之前做過的那樣。她說，她已經為自己決定了一個完美的名字，但沒有透露是什麼，但依照原文語句也可解釋成「目前的名字已經很完美了」。
在遊戲片尾畫面中，Atriox用一把鑰匙打開了一扇密封的門，通向無盡者。如果遊戲是在傳奇難度下完成的話，該場景以公元前97,368年的日期開始，其中聽到失落焚火與先行者偉大的法令（Grand Edict）就無盡者的監禁問題進行交談。當失落焚火表示她無法獨自監督對無盡者的研究時，偉大的法令回答說已經部署了人工智能「Offensive Bias」來協助她。

## 迴響
在2020年7月23日《最後一戰：無限》的玩法曝光後，出版物作者和觀眾都對遊戲的畫面和性能表示失望。其中一張遊戲截圖有一隻鬼面獸的死板表情，被網友取了「Craig」的綽號，成為網絡迷因，343 Industries公司的主管John Junyszek也接受這個迷因。《最後一戰：無限》戰役中的一個彩蛋會出現「Craig」。

## 外部連結
- 官方网站